# Сату-Ноу (Георге-Дожа, Муреш)
Сату-Ноу (рум. Satu Nou) — село у повіті Муреш в Румунії. Входить до складу комуни Георге-Дожа.
Село розташоване на відстані 256 км на північний захід від Бухареста, 10 км на південь від Тиргу-Муреша, 78 км на південний схід від Клуж-Напоки, 122 км на північний захід від Брашова.

## Населення
За даними перепису населення 2002 року у селі проживала 751 особа.
Національний склад населення села:
| Національність | Кількість осіб | Відсоток |
| -------------- | -------------- | -------- |
| угорці         | 641            | 85,4%    |
| цигани         | 89             | 11,9%    |
| румуни         | 21             | 2,8%     |

Рідною мовою назвали:
| Мова      | Кількість осіб | Відсоток |
| --------- | -------------- | -------- |
| угорська  | 639            | 85,1%    |
| циганська | 82             | 10,9%    |
| румунська | 30             | 4,0%     |